# کاتاژینا کوزاچیک
کاتاژینا کوزاچیک (لهستانی: Katarzyna Kozaczyk؛ زادهٔ ۳۰ اوت ۱۹۷۰) بازیگر و مدل اهل لهستان است. او در ایتالیا به‌واسطه نقش اصلی‌اش در فیلم چشم‌چران به کارگردانی تینتو براس در سال ۱۹۹۴ به شهرتی نسبی دست یافت و حرفه بازیگری خود را تا سال ۱۹۹۸ ادامه داد و از آن پس در فیلمی بازی نکرد.